# Segunda Armada Espanhola
A Segunda Armada Espanhola também conhecida como Armada Espanhola de 1596 foi uma operação naval que ocorreu durante a Guerra Anglo-Espanhola. Outra invasão da Inglaterra ou da Irlanda foi tentada no outono de 1596 pelo rei Filipe II da Espanha. Em uma tentativa de vingança pela Captura de Cádis em 1596, Filipe imediatamente ordenou um contra-ataque na esperança de ajudar os rebeldes irlandeses na sua rebelião contra a coroa inglesa. A estratégia era abrir uma nova frente na guerra, forçando as tropas inglesas a se afastarem da França e da Holanda, onde também lutavam.
A Armada sob o comando do Adelantado Martín de Padilla y Manrique, 1.º Conde de Santa Gadea reuniu-se em Lisboa, Vigo e Sevilha  e partiu em outubro. Antes de deixar as águas espanholas, as tempestades atingiram a frota no Cabo Finisterra. As tempestades destruíram a Armada causando muitos danos e forçando os navios a retornar aos seus portos de origem. Quase 5 000 homens morreram devido à tempestade ou a doenças e 38 navios foram perdidos, o que foi suficiente para um adiamento de longo prazo do empreendimento irlandês. As perdas materiais e financeiras contribuíram para a falência do reino espanhol, durante o outono de 1596.

## Antecedentes
A Espanha e a Inglaterra estavam em guerra há quase doze anos, sem que nenhum dos lados ganhasse vantagem. O resultado da intervenção de Filipe II nas guerras religiosas na França em apoio à Liga Católica significou que as forças espanholas estabeleceram guarnições costeiras ao longo da costa francesa e flamenga no final da década de 1580. Essas bases tiveram um enorme valor estratégico porque permitiram que a Inglaterra fosse ameaçada pela frota e pelas tropas espanholas. A Inglaterra, por outro lado, também interveio na França, mas em apoio ao rei Henrique IV, como resultado do Tratado de Greenwich em 1591. Os espanhóis capturaram Calais em 1596, o que significava que um ataque contra a Inglaterra era potencialmente mais viável. Após os desesperados pedidos franceses para impedi-la de assinar a paz com a Espanha, a Inglaterra assinou uma Tríplice Aliança com a República Holandesa e a França.
A Inglaterra enviou uma armada sob o comando de Robert Devereux, 2º Conde de Essex e Charles Howard, 1.º Conde de Nottingham para Cádis, que foi capturada, saqueada e mantida por duas semanas no verão de 1596. Filipe logo depois levou em consideração a defesa do península, mas acima de tudo buscou vingança, mesmo que isso significasse vender tudo o que tinha.
O principal Jesuíta inglês exilado na Espanha, Robert Persons, foi a uma audiência com Filipe na esperança de aproveitar a situação para tentar fazer o rei agir.  As pessoas defendiam um ataque de inverno quando a Rainha Isabel menos esperava. Isso significava um exército de tamanho moderado ao invés de uma vasta Armada, pois isso revelaria o elemento surpresa, no qual Persons se referiu ao fracasso da Invencível Armada em 1588.
Persons observou que o ponto de entrada dos espanhóis deveria ser a Escócia, Kent, ou Milford Haven no País de Gales, citando que Henrique VII havia invadido com sucesso a partir desses locais em 1485. Aqui acreditava-se que os espanhóis encontrariam um vasto reservatório de apoio católico. Cartas detalhadas sobre os portos da Inglaterra e do País de Gales foram elaboradas. Outros planos sugeriram a ocupação da Ilha de Wight. Vários conselheiros do rei, entretanto, viram uma invasão da Irlanda como a melhor maneira de desestabilizar a Inglaterra. A utilização da Irlanda como trampolim para uma nova invasão não era novidade. Álvaro de Bazán, 1º Marquês de Santa Cruz, o primeiro comandante da Armada Espanhola, defendeu o desembarque em Cork ou Wexford em 1586.  O plano só foi descartado por causa dos atrasos causados pelo ataque de Francis Drake a Cádis no ano seguinte.
Filipe começou ordenando a Martín de Padilla y Manrique, 1º Conde de Santa Gadea, seu Adelantado (cargo militar concedido ditamente pelo monarca) naquela época, que montasse uma nova frota com a intenção de desembarcar na Irlanda na esperança de aumentar a rebelião sob Hugh O'Neill, Conde de Tyrone. Já em 1595, O'Neill e Hugh Roe O'Donnell escreveram para Filipe pedindo ajuda e se oferecendo para ser seus vassalos. Eles também propuseram que o primo de Filipe, Alberto VII da Áustria, fosse feito Príncipe da Irlanda, mas nada disso aconteceu. Em janeiro de 1596, Filipe respondeu encorajando-os a manter a fé na religião católica, na intervenção espanhola e a não fazer a paz com Elizabeth . Para os espanhóis a estratégia era simples: a guerra na Irlanda criaria uma nova frente, na esperança de afastar as tropas inglesas dos combates nas Províncias Unidas, a partir da qual os ingleses teriam que lutar. Aos olhos da Espanha, a luta inglesa nessa nova frente era algo que eles não podiam se dar ao luxo de fazer.

## Armada

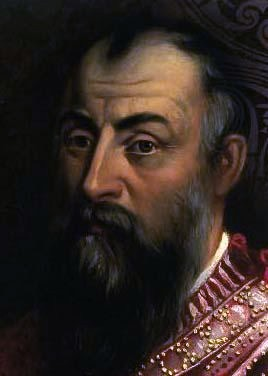
Hugh Ó Neill, 2º Conde de Tyrone

Filipe II depositou grandes esperanças na nova Grande Armada que estava sendo organizada em Lisboa. Eram quinze galeões de Castela e nove de Portugal, 53 barcos flamengos e alemães que haviam sido apreendidos, seis pinaças e uma caravela, com 10.790 homens. De Sevilha, partiriam 2.500 soldados em 30 flyboats para se juntarem à frota em Lisboa. No norte, em Vigo aguardavam mais 41 embarcações de diversas tonelagens, com cerca de 6.000 homens. A força total do Adelantado era composta por 11.000 soldados de infantaria mal equipados e doentes e 3.000 de cavalaria, além de  5.500 marinheiros.
Além do Adelantado, os principais líderes eram Carlos de Arellano, o major-general Sancho Martínez de Leyva e o general-almirante Diego Brochero. Os rumores eram abundantes e muito antes de sua partida efetiva, chegavam às autoridades espanholas relatos do desembarque das suas tropas no território de O'Neill. Em Lisboa, Cornelius O'Mulrian acompanhou com intenso interesse os preparativos da nova Armada. De acordo com os relatórios que o núncio apostólico estava enviando para Roma, a invasão da Irlanda era iminente. Ele desejava despachar O'Mulrian, junto com muitos jesuítas e outros padres para organizar a restauração católica naquele país.

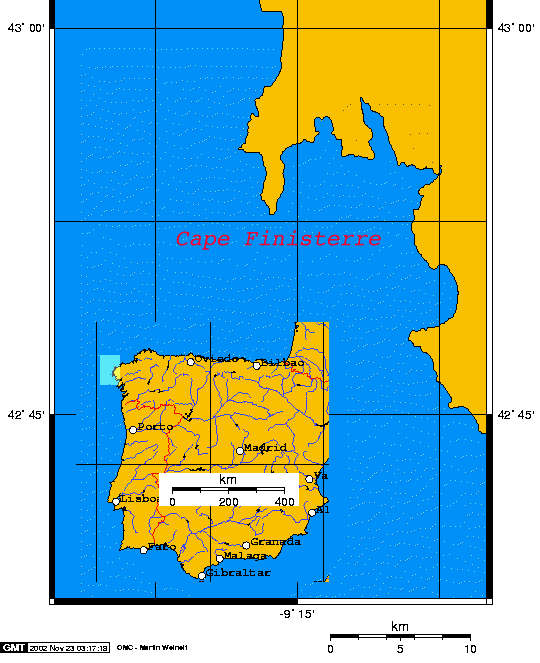
Localização do Cabo Finisterra

Em julho, o Conde de Essex recebeu relatórios de espiões e mercadores de que havia quarenta e seis navios em Lisboa e que novos navios de guerra estavam sendo construídos em muitos locais da costa da Biscaia. Essa informação foi transmitida à Rainha Isabel, mas ela foi avisada de que não haveria um ataque por causa das esperadas tempestades de outono. No entanto, os preparativos foram feitos e a Marinha foi colocada em alerta. Reforços chegaram para proteger a Ilha de Wight, Falmouth e até mesmo a foz do rio Medway, onde a frota inglesa estava atracada em[Chatham. A principal preocupação do comandante de campo inglês Peregrine Bertie, 13º Barão Willoughby de Eresby, era com a Irlanda, a Escócia e as cidades de advertência holandesas controladas pelos ingleses, como Flessingue.
No início de outubro, a Armada ainda não estava em condições de partir. A falta de comida e dinheiro, bem como um potencial motim, forçosamente atrasaram a expedição, o que enfureceu Filipe. O Adelantado tinha a preparação para a Armada como sua principal prioridade, mas logo pediu para ser destituído do comando para se defender de acusações, o que Filipe recusou.Ao invés disso, o rei cancelou abruptamente o empreendimento irlandês. O mau tempo, o atraso da temporada e as doenças entre as tripulações dos navios eram as razões. O Adelantado deveria navegar para La Coruña, onde receberia ordens para tomar o porto francês de Brest, que os espanhóis mantiveram brevemente em 1594, apenas para serem derrotados pelas tropas anglo-francesas que retomaram o forte. Brest foi escolhida simplesmente porque estava mais próxima da Espanha, mas também poderia ser usada como base para atacar a Inglaterra e também para ajudar os rebeldes irlandeses.

### Execução
O tempo finalmente cedeu na manhã de 24 de outubro, permitindo à Armada partir do porto de Lisboa, com oitenta e um navios. A frota juntamente com o exército partiram de Lisboa no dia 25 de outubro, rumo à Corunha, navegando em segurança até Viana do Castelo, onde tiveram que ancorar e esperar o vento. Quando o vento veio, aproximaram-se do Cabo Finisterra, o fim da terra no noroeste da península espanhola. Era para ser o ponto mais distante e quase imediatamente eles encontraram uma tempestade inesperada. Os navios que conseguiram resistir à tempestade no Cabo, foram espalhados pelos portos do Golfo da Biscaia, muitos danificados sem possibilidade de reparo. Toda a força espanhola deixou de existir como uma frota de combate eficaz. Quarenta navios danificados conseguiram voltar atrás e entrar no porto de Ferrol, incluindo o Adelantado na nau capitânia San Pablo.
Em 1º de novembro, o que restava da frota havia retornado e o custo foi contabilizado. O Adelantado informou a Corte sobre o desastre, para tristeza de Filipe.
Enquanto isso, relatos de que a Armada havia navegado começaram a se espalhar na Inglaterra, mas também um boato vindo da Irlanda de que mil e quinhentos espanhóis haviam desembarcado, com toda a ilha em revolta. Charles Howard enviou uma frota poderosa que incluía treze galeões, para encontrar os restos desmembrados da Armada, mas encontrou apenas destroços e corpos flutuantes. No entanto, um flyboat espanhol foi capturado juntamente com 200 tripulantes e a partir daí foi descoberta a extensão da Armada.
Nenhum dos navios espanhóis chegou ao Canal da Mancha e, como resultado, Brest, Irlanda e Inglaterra foram poupados de um grande ataque.

## Consequências
No início, os danos pareciam mínimos e Filipe esperava que, uma vez que o Adelantado tivesse remontado os navios, ele pudesse continuar a sua viagem. No entanto, com o passar do tempo a enormidade do desastre tornou-se evidente. As perdas para a Armada em El Ferrol foram significativas. Houve confusão e tristeza geral com o desastre. Em meados de novembro, o núncio enviou um triste resumo dos fatos: trinta navios estavam desaparecidos, treze haviam colidido com os recifes e havia muitos mortos oriundos da classe alta portuguesa. Dezoito dos navios afundados eram cascos embargados, cuja perda poderia facilmente ser substituída, mas cinco dos principais navios do rei conhecidos como Apóstolos tinham perecido. A pior perda foi o galeão Santiago de 900 toneladas, que transportava 330 soldados e também marinheiros, dos quais apenas vinte e três sobreviveram. porto. Esses não puderam ser substituídos tão facilmente e houve poucos sobreviventes em outros navios. Ao todo, quase 5.000 homens morreram nos naufrágios ou devido a doenças.
À medida que a magnitude do desastre se tornou mais conhecida, Filipe relutantemente cancelou o empreendimento em 13 de novembro. O desastre foi ruinoso em termos financeiros, pois os navios La Capitana de Levante e Santiago, que transportavam os cofres de pagamento de 30.000 ducados, foram perdidos.  A Armada deveria passar o inverno na Espanha e partir na primavera seguinte, sem mais desvios ou adiamentos.  Em janeiro de 1597, um grande medo tomou conta da Galiza, de que a marinha inglesa pudesse aparecer a qualquer momento, situação semelhante à de 1589. A Armada foi reconstruída em El Ferrol, com a ajuda da artilharia substituta e do dinheiro recuperado dos naufrágios. As autoridades espanholas estavam mais preocupadas em defender a península.
O choque do desastre reverberou em todos os cantos dos domínios de Filipe, afrouxando por toda parte os laços desgastados de seu sistema. Ameaçou, ainda, completar o que a campanha bem-sucedida de Essex em Cádis havia deixado de fazer. Após a derrota em Cádis, a falência encarou o rei da Espanha e, após o desastre da Armada, ele foi forçado a suspender o pagamento aos credores. Filipe declarou a terceira grande falência de seu reinado. O rei queria desesperadamente apenas um adiamento da Armada, não um abandono, sendo obrigado a pedir mais dinheiro emprestado, mas dessa vez de suas propriedades italianas.
Os líderes irlandeses no exílio continuaram a acreditar que a Armada se dirigiria para a Irlanda. Um ano depois outra tentativa seria feita. Dessa vez, depois de tantas mudanças de estratégia, foi na Inglaterra, com o objetivo de destruir a frota inglesa que retornava da fracassada Viagem às Ilhas. A Armada de 1597 foi executada no outono. Apesar de encontrar uma tempestade que espalhou a maioria da frota, alguns navios conseguiram alcançar e desembarcar tropas na Cornualha e no País de Gales. Com a maior parte da frota dispersa e com pouca coesão entre os navios, o Adelantado ordenou que a frota recuasse para Espanha, perdendo vários navios para a frota inglesa que regressava e que eles não conseguiram destruir.